# گریدی دیانگانا
گریدی دیانگانا (انگلیسی: Grady Diangana؛ زادهٔ ۱۹ آوریل ۱۹۹۸) بازیکن فوتبال اهل جمهوری دموکراتیک کنگو است.
از باشگاه‌هایی که در آن بازی کرده‌است می‌توان به باشگاه فوتبال وستهام یونایتد اشاره کرد.
وی همچنین در تیم‌های ملی فوتبال زیر ۲۰ سال انگلستان و زیر ۲۱ سال انگلستان بازی کرده‌است.